# 霍塞島
霍塞島是蘇格蘭的島嶼，屬於外斯凱里斯群島的一部分，面積163平方公里，最高點海拔高度53米，2001年人口50。2010年秋天，該島和布魯拉島被賣，索價25萬英鎊。
60°25′24″N 0°46′01″W / 60.42343°N 0.76687°W